# TortoiseGit
TortoiseGit è un client grafico per il controllo di versione Git per il sistema operativo Microsoft Windows  rilasciato sotto licenza GNU. Una volta installato offre un'interfaccia integrata sia nei menù contestuali che nelle icone di file e directory fornendo a colpo d'occhio lo stato dei file senza dover eseguire altri comandi.